# Olho d'Água das Flores
Olho d'Água das Flores è un comune del Brasile nello Stato dell'Alagoas, parte della mesoregione di Sertão Alagoano e della microregione di Batalha.